# Paul Makler (senior)
Paul Todd Makler, senior (Filadelfia, 22 ottobre 1920 – Los Altos, 12 maggio 2022), è stato uno schermidore statunitense.

## Biografia
Ha partecipato ai Giochi della XV Olimpiade di Helsinki nel 1952.
Era il padre degli schermidori Brooke Makler e Paul Makler junior.

## Palmarès
In carriera ha conseguito i seguenti risultati:
- Giochi Panamericani:

Città del Messico 1955: argento nel fioretto a squadre.